# British Grove Studios
British Grove Studios is een opnamestudio in West-Londen waarvan Mark Knopfler de eigenaar is.
De studio werd in 2006 in gebruik genomen en won in februari 2009 de Music Producers Guild Award voor 'beste studio'. Het wordt beschouwd als een van de beste studio's ter wereld, mede door de apparatuur, de geïoniseerde lucht, en de briljante akoestiek. Knopfler wilde het beste van de oude techniek combineren met het beste van de huidige techniek. Hij heeft zeer veel analoge apparatuur aangeschaft en laten renoveren en hield de meest moderne digitale machines in huis.
British Grove Studios beschikt over een grote collectie AKG microfoons en Neumann microfoons, een custom Neve 88R, Prism AD/DA converters, tweemaal een Ampex ATR 100, een aantal Studer A800 tape-machines en twee zeer zeldzame EMI consoles die gebruikt werden door George Martin en The Beatles en later voor de opnamen voor het album Band on the Run.
Knopfler nam onder andere Kill To Get Crimson en Get Lucky op in de studio's. Tevens werd Brothers in Arms hier geremixt in 5.1 surround. Mark Knopfler, Chuck Ainlay en Bob Ludwig kregen hiervoor een Grammy Award voor 'beste surround album'. Ook Razorlight, Ronan Keating, John Illsley (voormalig bassist van Dire Straits), The Killers en vele anderen maakten gebruik van de studio wegens de uitstekende reputatie.